# Штрют (Наштеттен)
Штрют (нем. Strüth) — община в Германии, в земле Рейнланд-Пфальц.
Входит в состав района Рейн-Лан. Подчиняется управлению Настеттен. Население составляет 323 человека (на 31 декабря 2010 года). Занимает площадь 4,66 км².